# Joelia Vinokoerova
Joelia Vinokoerova (Russisch:Юлия Винокурова), ook wel Julia Vinokourova (17 juni 1972) is een Russische langeafstandsloopster, die zich heeft toegelegd op de marathon.
In 2004 liep ze op de Guttenberg Marathon de Mainz het actuele parcoursrecord. In datzelfde jaar liep ze een persoonlijk record van 2.32,29 bij de marathon van Frankfurt. In 2005 werd ze derde op de Ruhrmarathon en in 2006 derde op de marathon van Dublin.
Op het EK indoor 2007 in Birmingham behaalde ze in de finale een negende plaats met 9.07,03.

## Persoonlijke records
Outdoor
| Onderdeel           | Prestatie | Datum           | Plaats     |
| ------------------- | --------- | --------------- | ---------- |
| 5.000 m             | 15.33,11  | 3 augustus 2007 | Toela      |
| 10.000 m            | 32.28,35  | 14 juli 2007    | Zjoekovski |
| marathon            | 2:32.29   | 31 oktober 2004 | Frankfurt  |
| 3000 m steeplechase | 10.22,61  | 29 juli 2001    | Moskou     |

Indoor
| Onderdeel           | Prestatie | Datum            | Plaats    |
| ------------------- | --------- | ---------------- | --------- |
| 3.000 m             | 8.52,27   | 9 februari 2007  | Wolgograd |
| 5.000 m             | 15.59,56  | 8 februari 2008  | Moskou    |
| 3000 m steeplechase | 9.44,41   | 26 februari 2003 | Moskou    |

## Prestaties

### Marathon
- 2003:  marathon van La Rochelle - 2:36.37
- 2003: 5e marathon van Mt. St. Michel - 2:45.18
- 2004:  Guttenberg Marathon de Mainz - 2:33.57
- 2004:  Marathon van Frankfurt - 2:32.29
- 2004:  marathon van La Rochelle - 2:44.25
- 2005:  marathon van Karlstadt - 2:37.02
- 2006:  marathon van Houston - 2:33.25
- 2006:  marathon van Dublin - 2:33.43
- 2008:  marathon van Houston - 2:38.42
- 2008:  Marathon van Seine Eure - 2:47.51
- 2009: 6e marathon van Duluth - 2:47.21
- 2009: 9e marathon van La Rochelle - 2:43.45
- 2009: ?e marathon van Podgorica - 2:38.44
- 2010:  marathon van Cracovie - 2:40.22
- 2011: ?e marathon van Toulouse - 2:42.36
- 2012:  marathon van Genève - 2:44.29